# 徐之才
徐之才（505年—572年6月29日），字士茂，东莞郡姑幕县（今山东省诸城市）人，南北朝醫生。

## 生平
徐之才是徐文伯之孙，徐雄的第六子，人称徐六，五歲诵孝经，十三歲被召为太学生，後为北朝所俘，官至尚书令，爵至西阳王。史載“武成酒色过度，恍惚不恒，曾病发，自云初见空中有五色物，稍近，变成一美妇人，去地数丈，亭亭而立，食顷，变为观世音。”徐之才替他治療說：“此色欲多，大虚所致。”马上开了汤药处方，“即处汤方，服一剂，便觉稍远，又服，还变成五色物，数剂汤，疾竟愈”。武平三年（572年）卒，撰有《雷公药对》、《徐王八世家傳效驗方》、《徐氏家秘方》等。

## 家庭

### 兄弟姐妹
- 徐之范，北齐侍中、开府仪同三司、太常卿、西阳王
- 徐之权，谯郡太守，散骑侍郎

### 夫人
- 河南元氏，北魏侍中、吏部尚书、司徒公、雍州刺史、广阳忠武王元渊之女，东魏广阳王元湛妹妹，后为和士开奸淫[4][5]

*子：徐林卿，太尉府司马、西兖州刺史
- - 孙：徐暮，隋解巾授瀛洲行参军，大业三年出为渔阳郡司户书佐。贞观三年除鲁王友，又迁汉王司马[來源請求]

## 延伸阅读
[在维基数据编辑]
 《北齊書/卷33》，出自李百药《北齊書》
 《北史/卷090》，出自李延壽《北史》